# Kleine eekhoornkoekoek
De kleine eekhoornkoekoek (Coccycua minuta) is een vogel uit de familie Cuculidae (koekoeken).

## Verspreiding en leefgebied
Deze soort komt voor van oostelijk Panama tot noordoostelijk Brazilië en noordelijk Bolivia en telt twee ondersoorten:
- C. m. gracilis: oostelijk Panama tot noordelijk Bolivia.
- C. m. minuta: oostelijk Colombia tot de Guiana's, Brazilië en Amazonisch Peru.

## Status
De grootte van de populatie is in 2019 geschat op 0,5-5 miljoen volwassen vogels. Op de Rode lijst van de IUCN heeft deze soort de status niet bedreigd.  